# Nipponoserica babai
Nipponoserica babai är en skalbaggsart som beskrevs av Kobayashi 1991. Nipponoserica babai ingår i släktet Nipponoserica och familjen Melolonthidae. Inga underarter finns listade i Catalogue of Life.